# Zelfmoord in de literatuur
Binnen de journalistieke ethiek is publiceren over zelfmoord een moreel dilemma. Al eeuwen is de vraag Moet er gepubliceerd worden over zelfmoord? stof tot debat. Het gaat er dan om of het publiceren over de kwestie kopieergedrag veroorzaakt en op welke manier er over zelfdoding geschreven moet worden.

## Achtergrond
Sinds Goethe in 1774 Die Leiden des jungen Werthers schreef – en mensen zelfmoord pleegden in navolging van hoofdpersoon Werther – vraagt men zich af of er moet worden geschreven over zelfmoord. Het effect dat een sensationele publicatie over zelfmoord een golf van zelfmoorden teweegbrengt, noemt men dan ook het Werther-effect. In de loop der tijd is de kwestie blijven bestaan.
Een goed voorbeeld van de discussie over media-invloed op zelfmoord is te vinden in Groot-Brittannië. De Zuid-Walese stad Bridgend werd tussen 5 januari 2007 en 19 februari 2008 opgeschrikt door 17 zelfmoorden. De media spraken van een zelfmoordgolf en de Engelse tabloids plaatsten sensationele verhalen met foto’s van overledenen op de voorpagina. Ouders meenden dat de schuld van de zelfmoordgolf lag bij de media, door hun hyperige berichtgeving. Een aantal journalisten wierp tegen dat de journalistiek geen schuld had en dat er geen sprake was van een zelfmoordgolf; het aantal gevallen van zelfmoord zou lager liggen dan in 2006 in hetzelfde gebied.

## Journalistiek
De Code voor de Journalistiek is in 2008 opgesteld door het Nederlands Genootschap van Hoofdredacteuren en is onder meer gebaseerd op de Code van Bordeaux. De code bevat richtlijnen voor journalisten. Volgens de code moeten journalisten bij verslaggeving over zelfmoord niet te romantiserend en te gedetailleerd te werk gaan. De privacy van overledenen en nabestaanden moet niet onnodig worden aangetast: “De journalist zal de privacy van personen niet verder aantasten dan in het kader van open berichtgeving noodzakelijk is”.
Journalisten vinden het doorgaans het belangrijkst om hun journalistieke plicht te doen. Ze willen hun publiek informeren en verborgen feiten onthullen. Binnen de journalistiek klinkt vaak ook de leus Publish and be damned, wat aangeeft dat journalisten hun journalistieke plicht uitvoeren, ongeacht het oordeel van de maatschappij. Toch wordt er in de Nederlandse kranten terughoudend bericht over zelfmoord, in vergelijking met kranten in andere landen. Het komt alleen aan bod als het nieuwswaardig is. Belangrijk zijn hier de begrippen proportionaliteit en subsidiariteit. Heiligt het doel de middelen en had de berichtgeving niet anders gekund? Over het algemeen verheerlijkt de Nederlandse papieren pers de zelfmoordactie niet en doet niet aan sensationele berichtgeving, in tegenstelling tot bijvoorbeeld de Engelse tabloids. De gebeurtenis wordt hier op een objectieve manier gebracht.

## Wetenschappelijk onderzoek
Veel wetenschappers zijn van mening dat journalisten voorzichtig moeten omspringen met hun berichtgeving over zelfmoord. Zo is er kritiek op de pers, die vaak voorbij gaat aan een geestelijke ziekte als oorzaak voor zelfmoord. Binnen de wetenschapswereld gelden er verschillende visies op de kwestie. Sommigen menen dat het publiceren een debat op gang brengt waardoor we beter weten hoe we geestelijk zieken kunnen helpen en het aantal zelfdodingen kunnen beperken. Maar de meeste onderzoeken tonen aan dat een publicatie, vaak afhankelijk van de persoon en situatie, leidt tot een verveelvoudiging van het aantal gevallen van zelfmoord.
Uit uitgebreid onderzoek in Oostenrijk is gebleken dat men eerder geneigd is beroemdheden te volgen dan criminelen, wat betreft zelfmoord. Belangrijk hier zijn horizontale en verticale identificatie. Bij de laatstgenoemde soort identificeren mensen zich met personen die hoger op de maatschappelijke ladder staan, zoals beroemdheden. Criminelen worden volgens het onderzoek als minder beschouwd en daardoor volgen minder mensen hun voorbeeld als ze zichzelf van het leven beroven. Horizontale identificatie wil zeggen dat mensen zich eerder identificeren met vergelijkbare personen (dezelfde sekse, leeftijdsgroep en dergelijke). Van dit laatste bleek bij zelfmoord geen sprake.

## Tot slot
Binnen de wetenschap is men het erover eens dat de kranten zorgvuldig moeten omspringen met de berichtgeving over zelfmoord. Foto’s en persoonlijke verhalen die met een zelfmoordgeval te maken hebben, hoeven niet op de voorpagina te prijken van een krant. De Nederlandse pers bericht over het algemeen zorgvuldig over zelfmoord. Maar buitenlandse tabloids vinden dat het brengen van nieuws boven alles gaat en dat kijken naar de gevolgen niet de hoofdtaak is van een journalist. Daar blijft de leus publish and be damned almachtig.